# Hohenau (Niederbayern)
Hohenau er en kommune i Landkreis Freyung-Grafenau i Regierungsbezirk Niederbayern i den tyske delstat Bayern.
Den er en statsanerktrekreationsby der ligger i Naturpark Bayerischer Wald. Hohenau er grundlagt i 1380.

## Geografie
Kommunen ligger i Region Donau-Wald i Bayerischer Wald. Hohenau ligger i højde af 805 moh. Nationalpark Bayerischer Wald ligger umiddelbart nord for kommunen. Hohenau ligger halvejs mellem Grafenau og Freyung med ti km til hver. Til Passau er der 40 km og til den tjekkiske grænse ved Philippsreut er der 25 km.

### Landsbyer og bebyggelser
| - Hohenau - Haslach - Schönbrunn am Lusen - Schönbrunnerhäuser - Raimundsreut - Neuraimundsreut - Glashütte - Weidhütte - Saldenau - Saulorn | - Kirchl - Kapfham - Sägmühle - Bierhütte - Buchberg - Bucheck - Eppenberg - Haag - Adelsberg - Hötzelsberg |

- Wikimedia Commons har flere filer relateret til Hohenau (Niederbayern)